# イノセント (小説)
『イノセント』（英:  The Innocent）は、イアン・マキューアンが1990年に発表したイギリスの小説である。1993年には同タイトルで映画化された（日本公開タイトル『愛の果てに』）。

## 概要
冷戦が深まりつつあった1955年のベルリンを舞台とし、アメリカ中央情報局（CIA）とイギリス情報局秘密情報部（SIS）共同による対ソ連「金工作（日本語訳では「黄金作戦」）」を題材とした作品である。
イアン・マキューアンはデビュー当初の短編群ではその奇想と扇情さが特色だったが、本作品は15年に亘る作者の文学総決算ともいえる趣のある重厚な長編となっている。スパイ、恋愛、犯罪といった要素を通し、無垢な青年が大人になる成長を描いた作品であるが、後半にある死体解剖などは、狂気や殺人、性的倒錯などを扇情的に描いて「恐るべき子供」と称された作者の独壇場ともいえるシーンである。
日本では1992年に宮脇孝雄による翻訳が、早川書房より発売された。短編集『ベッドのなかで』が集英社より1984年に発売されて以来の翻訳となる。
1993年には作者自身の脚本によって、同タイトルで映画化された。1994年には『愛の果てに』というタイトルで、日本でも公開された。

## ストーリー
（出典）
東西冷戦による緊迫感が増してきた1955年、まだ恋も知らないうぶな25歳の青年である、イギリス逓信省の技官レナード・マーナムは、ベルリン勤務を命じられた。西側から東側にトンネルを掘ってソ連基地の通信を盗聴する「黄金作戦」に参加するためである。
復興期に入ったベルリンの街でレナードは、離婚歴のある30歳のドイツ人女性マリアにナイトクラブで声を掛けられ、たちまち恋に陥った。だが二人は殺人事件に巻きこまれ、破局を迎える。